# Hlothere
Hlothere, Hlotheri (zm. 6 lutego 685) – król Kentu od 673 roku.
Był synem Earconberta i jego żony Seksburgi. Gdy jego ojciec zmarł w 664 w wyniku zarazy, Hlothere razem z rodzeństwem znalazł się pod opieką matki Seksburgi, która sprawowała regencję w imieniu starszego syna Egberta I.
W lipcu 673 roku, po śmierci swojego brata Egberta I, został królem Kentu. Hlothere współrządził ze swoim bratankiem Eadricem; przypuszcza się, że Kentem rządzili równocześnie dwaj królowie już wcześniej, jednak współrządy Hlothere'a i Eadrica są pierwszymi, które nie budzą wątpliwości. Zdołał zachować niezależność od Mercji
W 679 brał udział w synodzie w Hatfield.

## Działalność fundacyjna
Według wcześniejszej wersji Legendy Mildredy, spisanej pod koniec VIII wieku, przypuszczalnie w Minster-in-Shheppey, podkreśla udział Hlothere'a w ufundowaniu przez jego matkę Seksburgę klasztoru w Minster. Z kolei w Vita beatae Seaxburgae reginae, spisana w XII wieku w Ely, przypuszczalnie na podstawie Legendy świętej Mildredy, zasługi Hlothere'a przypisano jego bratu Egbertowi. Według tradycji, znajdującej odbicie w Legendzie Mildredy, Hlothere założył klasztor w Minster dla swojej kuzynki Ebby jako zadośćuczynienie za zabójstwo jej braci, Etelreda i Etelberta. Ojcem zabitych był Eormenred, brat Earconbeta i stryj Hlothere'a, tymczasem Ebba była córką Etelfryda, króla Northumbrii, i mniszką w Coldingham. Mimo to, uważa się, że w przekazie tym znajduje odbicia sytuacja w Kencie w VII wieku, z kolei w najstarszych fragmentach Legendy założenie klasztoru w Minster datuje się na czasy panowania Hlothere'a i jego bratanka Eadrica.
W 679 Hlothere przekazał opatowi Berhtwaldowi ziemię w Thanet; jest to najstarszy anglosaski akt nadania ziemi, którego autentyczność nie budzi wątpliwości. W dokumencie tym Hlothere przekazał opatowi Berhtwaldowi ziemię w Thanet.

## Działalność prawodawcza
Około 680 albo około 685 wraz ze swoim bratankiem Eadriciem wydał kodeks. Był to pierwszy od czasów panowania Ethelreda, pradziada Hlothere'a, przejaw działalności prawotwórczej królów Kentu.

## Wojna z bratankiem i śmierć
Eadric, bratanek Hlothere'a, sprzymierzył się z Południowymi Sasami przeciwko stryjowi. Hlothere został ranny w bitwie i zmarł później w wyniku odniesionych obrażeń.
Śmierć Hlothere'a zbiegła się z objęciem rządów w Wessexie przez Caedwallę, który niedługo później pokonał Południowych Sasów i zajął Kent, osadzając na tamtejszym tronie swojego brata Mula.
Hlothere pojawia się w Żywocie świętej Etelredy autorstwa Marie de France (XII wiek).